# Liste der Baudenkmäler in Korschenbroich
Die Liste der Baudenkmäler in Korschenbroich enthält die denkmalgeschützten Bauwerke auf dem Gebiet der Gemeinde Korschenbroich im Rhein-Kreis Neuss in Nordrhein-Westfalen (Stand: Februar 2022). Diese Baudenkmäler sind in der Denkmalliste der Gemeinde Korschenbroich eingetragen; Grundlage für die Aufnahme ist das Denkmalschutzgesetz Nordrhein-Westfalen (DSchG NRW).

| Bild                              | Bezeichnung                            | Lage                                                          | Beschreibung                                   | Bauzeit                                      | Eingetragen seit | Denkmal- nummer |
| --------------------------------- | -------------------------------------- | ------------------------------------------------------------- | ---------------------------------------------- | -------------------------------------------- | ---------------- | --------------- |
| weitere Bilder                    | Schloss Myllendonk                     | Herzbroich Myllendonker Straße 113 Karte                      | Siehe Schloss Myllendonk                       | 14./15. Jahrhundert, Gemälde 18. Jahrhundert | 25.07.1985       | 001             |
| weitere Bilder                    | Schloss Liedberg                       | Liedberg Schlossstraße 39 Karte                               | Siehe Schloss Liedberg                         | 14. Jh./17. Jh.                              | 25.07.1985       | 002             |
| Villa                             | Villa                                  | Glehn Hauptstraße 101 Karte                                   | Siehe Hauptstraße 101 (Korschenbroich)         | 2.H. 19. Jh.                                 | 20.08.1985       | 003             |
| Hochkreuz Alter Friedhof          | Hochkreuz Alter Friedhof               | Korschenbroich Adolf-Kolping-Straße Karte                     | Siehe Hochkreuz Alter Friedhof                 | M. 19. Jh.                                   | 20.08.1985       | 004             |
| Wegekapelle                       | Wegekapelle                            | Korschenbroich Am Trietenbroich Karte                         | Siehe Wegekapelle Am Trietenbroich             | 1876                                         | 20.08.1985       | 005             |
| Kapelle                           | Kapelle                                | Korschenbroich An der Kreuzkapelle 1 Karte                    | Siehe An der Kreuzkapelle (Korschenbroich)     | A. 20. Jh.                                   | 20.08.1985       | 006             |
| Hof Wienes                        | Hof Wienes                             | Korschenbroich Bruchstraße 92 Karte                           | Siehe Bruchstraße 92 (Korschenbroich)          | 1575/18. Jh.                                 | 20.08.1985       | 007             |
| Wegekreuz                         | Wegekreuz                              | Korschenbroich Don-Bosco-Straße Karte                         | Siehe Wegekreuz Don-Bosco-Straße               | 1725                                         | 20.08.1985       | 008             |
| Fachwerkkate                      | Fachwerkkate                           | Korschenbroich Am Waldfriedhof 14 Karte                       | Siehe Am Waldfriedhof 14 (Korschenbroich)      | 19. Jh.                                      | 20.08.1985       | 009             |
| Fachwerkständerbau                | Fachwerkständerbau                     | Korschenbroich Gilleshütte 31 Karte                           | Siehe Gilleshütte 31 (Korschenbroich)          | um 1700/20. Jh.                              | 21.08.1985       | 010             |
| Wohn- und Geschäftshaus           | Wohn- und Geschäftshaus                | Korschenbroich Hannenplatz 1 Karte                            | Siehe Hannenplatz 1 (Korschenbroich)           | 1906                                         | 21.08.1985       | 011             |
| Antoniuskapelle                   | Antoniuskapelle                        | Korschenbroich Herrenshoffer Straße 34 Karte                  | Siehe Antoniuskapelle (Korschenbroich)         | 1636/1850                                    | 21.08.1985       | 012             |
| Wegestock                         | Wegestock                              | Korschenbroich Regentenstraße 26 Karte                        | Siehe Wegestock Regentenstraße 26              | 1861                                         | 21.08.1985       | 013             |
| Wegestock                         | Wegestock                              | Korschenbroich Herrenshoffer Straße / Grüner Zierdenweg Karte | Siehe Wegestock Herrenshoffer Straße           | 1862                                         | 21.08.1985       | 014             |
| weitere Bilder                    | Katholische Pfarrkirche St. Andreas    | Korschenbroich Kirchplatz 1 Karte                             | Siehe St. Andreas (Korschenbroich)             | um 1500/1892/1949                            | 21.08.1985       | 015             |
| Wohnhaus                          | Wohnhaus                               | Korschenbroich Mühlenstraße 3 Karte                           | Siehe Mühlenstraße 3 (Korschenbroich)          | E. 19. Jh.                                   | 21.08.1985       | 016             |
|                                   | gelöscht                               |                                                               |                                                |                                              |                  | 017             |
| Wohnhaus                          | Wohnhaus                               | Korschenbroich Mühlenstraße 17 Karte                          | Siehe Mühlenstraße 17 (Korschenbroich)         | A. 19. Jh.                                   | 21.08.1985       | 018             |
| Alte Meierei                      | Alte Meierei                           | Herzbroich Myllendonker Straße 112 Karte                      | Siehe Alte Meierei (Herzbroich)                | um 1800                                      | 22.08.1985       | 019             |
| Wegekreuz                         | Wegekreuz                              | Herzbroich Neersener Weg Karte                                | Siehe Wegekreuz (Herzbroich)                   | 1904                                         | 22.08.1985       | 020             |
| Bürgermeisteramt                  | Bürgermeisteramt                       | Korschenbroich Regentenstraße 1 Karte                         | Siehe Bürgermeisteramt Korschenbroich          | 1902                                         | 22.08.1985       | 021             |
| Wegestock                         | Wegestock                              | Korschenbroich Regentenstraße 2 Karte                         | Siehe Wegestock Regentenstraße 2               | 1700/1862                                    | 22.08.1985       | 022             |
| St. Anna Kapelle                  | St. Anna Kapelle                       | Korschenbroich Rheydter Straße 119 Karte                      | Siehe St.-Anna-Kapelle (Korschenbroich)        | 1873                                         | 22.08.1985       | 023             |
| Ehemaliges Wohn-Stall-Haus        | Ehemaliges Wohn-Stall-Haus             | Korschenbroich Raderbroich 2 Karte                            | Siehe Raderbroich 2 (Korschenbroich)           | 18. Jh.                                      | 22.08.1985       | 024             |
| Wegekapelle St. Matthias          | Wegekapelle St. Matthias               | Korschenbroich Raderbroich Karte                              | Siehe Wegekapelle St. Matthias                 | 1920er Jahre                                 | 22.08.1985       | 025             |
| Kuhlenhof                         | Kuhlenhof                              | Korschenbroich Mühlenstraße 25 Karte                          | Siehe Kuhlenhof (Korschenbroich)               | 1566/19. Jh.                                 | 22.08.1985       | 026             |
| Ehem. Fachwerkhofanlage           | Ehem. Fachwerkhofanlage                | Herzbroich Schaffenbergerstraße 12 Karte                      | Siehe Schaffenbergerstraße 12 (Korschenbroich) |                                              | 22.08.1985       | 027             |
| Ehemaliges Wohn-Stall-Haus        | Ehemaliges Wohn-Stall-Haus             | Kleinenbroich Nordstraße 29 Karte                             | Siehe Nordstraße 29 (Korschenbroich)           | E. 17. Jh.                                   | 23.08.1985       | 028             |
| Fachwerkhof                       | Fachwerkhof                            | Herzbroich Schaffenbergstraße 53 Karte                        | Siehe Schaffenbergerstraße 53 (Korschenbroich) | 1676/19. Jh.                                 | 26.08.1985       | 029             |
| Wohnhaus                          | Wohnhaus                               | Korschenbroich Sebastianusstraße 9 Karte                      | Siehe Sebastianusstraße 9 (Korschenbroich)     | 18. Jh. ca. 1740                             | 26.08.1985       | 030             |
| Wohnhaus                          | Wohnhaus                               | Korschenbroich Steinstraße 4 Karte                            | Siehe Steinstraße 4 (Korschenbroich)           | E. 19. Jh.                                   | 26.08.1985       | 031             |
| Ehemaliges Schulgebäude           | Ehemaliges Schulgebäude                | Korschenbroich Steinstraße 18 Karte                           | Siehe Steinstraße 18 (Korschenbroich)          | 2. H. 19. Jh. ca. 1905                       | 26.08.1985       | 032             |
| Ehemaliges Zollhaus               | Ehemaliges Zollhaus                    | Herzbroich Zollhausstraße 28 Karte                            | Siehe Zollhausstraße 28 (Korschenbroich)       | 1750                                         | 26.08.1985       | 033             |
| Wegestock                         | Wegestock                              | Kleinenbroich Albert-Schweitzer-Straße Karte                  | Siehe Wegestock Albert-Schweitzer-Straße       | um 1860                                      | 27.08.1985       | 034             |
| Wegestock                         | Wegestock                              | Kleinenbroich Am Rüttenwege Karte                             | Siehe Wegestock Am Rüttenwege                  | um 1860                                      | 27.08.1985       | 035             |
| Antoniuskapelle                   | Antoniuskapelle                        | Kleinenbroich Antoniusstraße Karte                            | Siehe Antoniuskapelle Kleinenbroich            | 1851                                         | 27.08.1985       | 036             |
| Ehemalige Windmühle               | Ehemalige Windmühle                    | Kleinenbroich Jan-van-Werth-Straße 17 Karte                   | Siehe Buschfrantzenmühle                       | 18. Jh.                                      | 27.08.1985       | 037             |
| Wegekapelle                       | Wegekapelle                            | Kleinenbroich Konrad-Adenauer-Straße 26 Karte                 | Siehe Wegekapelle Konrad-Adenauer-Straße 26    | um 1800                                      | 27.08.1985       | 038             |
| Alter Friedhof                    | Alter Friedhof                         | Kleinenbroich Raitz-von-Frentz-Straße Karte                   | Siehe Alter Friedhof (Kleinenbroich)           | 20. Jh.                                      | 27.08.1985       | 039             |
| Wegestock                         | Wegestock                              | Glehn Am Hagelkreuz Karte                                     | Siehe Wegestock Am Hagelkreuz                  | A. 18. Jh.                                   | 27.08.1985       | 040             |
| Hochkreuz                         | Hochkreuz                              | Glehn Am Hagelkreuz Karte                                     | Siehe Hochkreuz Am Hagelkreuz                  | A. 19. Jh.                                   | 27.08.1985       | 041             |
| Fachwerkbau                       | Fachwerkbau                            | Glehn Am Hagelkreuz 1 Karte                                   | Siehe Am Hagelkreuz 1 (Korschenbroich)         | M. 18. Jh.                                   | 27.08.1985       | 042             |
| weitere Bilder                    | Judenfriedhof                          | Glehn Bendstraße Karte                                        | Siehe Jüdischer Friedhof Glehn                 | 2. H. 19. Jh.                                | 27.08.1985       | 043             |
| Wegestock                         | Wegestock                              | Lüttenglehn Birkhofstraße Karte                               | Siehe Wegestock Birkhofstraße                  | A. 18. Jh.                                   | 27.08.1985       | 044             |
| weitere Bilder                    | Katholische Pfarrkirche St. Dionysius  | Kleinenbroich Hochstraße 27 Karte                             | Siehe St. Dionysius (Kleinenbroich)            | 1868–70                                      | 11.09.1985       | 045             |
| Wegekapelle                       | Wegekapelle                            | Kleinenbroich Jan-van-Werth-Straße Karte                      | Siehe Wegekapelle Jan-van-Werth-Straße         | 1888                                         | 11.09.1985       | 046             |
| Ehemaliger Fachwerkhof            | Ehemaliger Fachwerkhof                 | Kleinenbroich Nordstraße 35 Karte                             | Siehe Nordstraße 35 (Korschenbroich)           | 18. Jh.                                      | 11.09.1985       | 047             |
| Doppelhaushälfte                  | Doppelhaushälfte                       | Korschenbroich Sebastianusstraße 38 Karte                     | Siehe Sebastianusstraße 38 (Korschenbroich)    | 1705                                         | 11.09.1985       | 048             |
| Ehemalige Küsterei                | Ehemalige Küsterei                     | Korschenbroich Kirchplatz 2 Karte                             | Siehe Kirchplatz 2 (Korschenbroich)            | 1909                                         | 11.09.1985       | 049             |
| weitere Bilder                    | Rittergut Birkhof                      | Lüttenglehn Rittergut Birkhof Karte                           | Siehe Rittergut Birkhof                        | 1905                                         | 12.09.1985       | 050             |
| Ehemaliges Gerichts- und Weinhaus | Ehemaliges Gerichts- und Weinhaus      | Korschenbroich Hannenplatz 4 Karte                            | Siehe Hannenplatz 4 (Korschenbroich)           | 1716                                         | 12.09.1985       | 051             |
| Wegestock                         | Wegestock                              | Glehn Blankpfad Karte                                         | Siehe Wegestock Blankpfad (Glehn)              | 1709                                         | 12.09.1985       | 052             |
| Wegestock                         | Wegestock                              | Glehn An der Natt Karte                                       | Siehe Wegestock An der Natt                    | M. 18. Jh.                                   | 12.09.1985       | 053             |
| Wegestock                         | Wegestock                              | Glehn Rubbelrather Weg Karte                                  | Siehe Wegestock Rubbelrather Weg (Glehn)       | M. 18. Jh.                                   | 12.09.1985       | 054             |
| Wegestock                         | Wegestock                              | Glehn Kemperweg Karte                                         | Siehe Wegestock Kemperweg                      | A. 18. Jh.                                   | 12.09.1985       | 055             |
| Ehemalige Hofanlage               | Ehemalige Hofanlage                    | Glehn Hauptstraße 72 Karte                                    | Siehe Hauptstraße 72 (Korschenbroich)          | A. 19. Jh.                                   | 12.09.1985       | 056             |
| Ehemalige Schule                  | Ehemalige Schule                       | Glehn Hauptstraße 74 Karte                                    | Siehe Hauptstraße 74 (Korschenbroich)          | 1866                                         | 12.09.1985       | 057             |
| Ehemaliges Krankenhaus            | Ehemaliges Krankenhaus                 | Glehn Hauptstraße 76 Karte                                    | Siehe Hauptstraße 76 (Korschenbroich)          | 1867                                         | 12.09.1985       | 058             |
| Wasserburg (Fleckenhaus)          | Wasserburg (Fleckenhaus)               | Glehn Haus Glehn Karte                                        | Siehe Haus Glehn                               | 1560/1902                                    | 12.09.1985       | 059             |
| Ehemalige Rektorwohnung           | Ehemalige Rektorwohnung                | Glehn Kirchstraße 15 Karte                                    | Siehe Kirchstraße 15 (Korschenbroich)          | 1820                                         | 16.09.1985       | 060             |
| weitere Bilder                    | Katholische Pfarrkirche St. Pankratius | Glehn Kirchstraße 17 Karte                                    | Siehe St. Pankratius (Glehn)                   | 1870–76                                      | 16.09.1985       | 061             |
| Wegekreuz                         | Wegekreuz                              | Lüttenglehn Lüttenglehn 8 Karte                               | Siehe Wegekreuz Lüttenglehn 8                  | 1906                                         | 16.09.1985       | 062             |
| Wegekreuz                         | Wegekreuz                              | Glehn Schanzerhöfe Karte                                      | Siehe Wegekreuz Schanzerhöfe                   | 1751                                         | 16.09.1985       | 063             |
| Fachwerkhofanlage                 | Fachwerkhofanlage                      | Glehn Alt-Schanzerhof 1 Karte                                 | Siehe Alt-Schanzerhof 1 (Korschenbroich)       | 18. Jh./2. H. 19. Jh.                        | 16.09.1985       | 064             |
| Wegekreuz                         | Wegekreuz                              | Glehn Scherfhausen 47 Karte                                   | Siehe Wegekreuz Scherfhausen 47                | 1863                                         | 16.09.1985       | 065             |
| Fachwerkhof                       | Fachwerkhof                            | Glehn Scherfhausen 49 Karte                                   | Siehe Scherfhausen 49 (Korschenbroich)         | 1718/19. Jh.                                 | 16.09.1985       | 066             |
| Wegestock                         | Wegestock                              | Glehn Schlich Karte                                           | Siehe Wegestock Schlich                        | A. 18. Jh.                                   | 16.09.1985       | 067             |
| Wegestock                         | Wegestock                              | Glehn Schwohenend 55 Karte                                    | Siehe Wegestock Schwohenend 55                 | 1712                                         | 16.09.1985       | 068             |
| Wegestock                         | Wegestock                              | Liedberg An der Tränke Karte                                  | Siehe Wegestock An der Tränke                  | 18. Jh.                                      | 16.09.1985       | 069             |
| Schule                            | Schule                                 | Liedberg An der Tränke 7 Karte                                | Siehe An der Tränke 7 (Korschenbroich)         | M. u. E. 19. Jh.                             | 16.09.1985       | 070             |
| Wegestock                         | Wegestock                              | Liedberg Blankpfad Karte                                      | Siehe Wegestock Blankpfad (Liedberg)           | 1712                                         | 16.09.1985       | 071             |
| Wegekreuz                         | Wegekreuz                              | Liedberg Drölsholz Karte                                      | Siehe Wegekreuz Drölsholz                      | 1904                                         | 16.09.1985       | 072             |
| weitere Bilder                    | Katholische Pfarrkirche St. Georg      | Liedberg Landstraße 6 Karte                                   | Siehe St. Georg (Liedberg)                     | 1914/15                                      | 19.09.1985       | 073             |
| Wegestock                         | Wegestock                              | Liedberg Rubbelrather Weg Karte                               | Siehe Wegestock Rubbelrather Weg (Liedberg)    | A. 18. Jh.                                   | 17.09.1985       | 074             |
| Wegestock                         | Wegestock                              | Liedberg 6.53905 Karte                                        | Siehe Wegestock Rubbelrather Weg-Um den Haag   | A. 18. Jh.                                   | 17.09.1985       | 075             |
| Wegekreuz                         | Wegekreuz                              | Liedberg Schlossstraße Karte                                  | Siehe Wegekreuz Schlossstraße                  | 18. Jh.                                      | 17.09.1985       | 076             |
| Alte Katholische Pfarrkirche      | Alte Katholische Pfarrkirche           | Liedberg Schlossstraße 26 Karte                               | Siehe Schlossstraße 26 (Korschenbroich)        | 1707                                         | 17.09.1985       | 077             |
| Wegekreuz                         | Wegekreuz                              | Rubbelrath Kommerweg Karte                                    | Siehe Wegekreuz Kommerweg                      | 1863                                         | 17.09.1985       | 078             |
| weitere Bilder                    | Judenfriedhof                          | Pesch Donatusstraße Karte                                     | Siehe Jüdischer Friedhof Pesch                 | 1889                                         | 17.09.1985       | 079             |
| weitere Bilder                    | Marienkapelle                          | Pesch Pescher Straße Karte                                    | Siehe Marienkapelle Pesch                      | 1903                                         | 17.09.1985       | 080             |
| Wegestock                         | Wegestock                              | Pesch Feldstraße / Weißer Weg Karte                           | Siehe Wegestock Pesch                          | 19. Jh.                                      | 17.09.1985       | 081             |
| Haus Raedt                        | Haus Raedt                             | Liedberg Kellereiweg Karte                                    | Siehe Haus Raedt                               | M. 18. Jh.                                   | 23.09.1985       | 082             |
| Rochuskapelle                     | Rochuskapelle                          | Korschenbroich Am Waldfriedhof / Parkplatz Karte              | Siehe Rochuskapelle (Korschenbroich)           | E. 19. Jh.                                   | 17.12.1985       | 083             |
| Domberghof                        | Domberghof                             | Herzbroich Neersener Weg 26 Karte                             | Siehe Domberghof                               | 1808                                         | 17.12.1985       | 084             |
| Fachwerkhofanlage                 | Fachwerkhofanlage                      | Korschenbroich Bruchstraße 84 Karte                           | Siehe Bruchstraße 84 (Korschenbroich)          | E. 18. Jh./19. Jh.                           | 24.01.1986       | 085             |
| Grabkreuz                         | Grabkreuz                              | Glehn Städtischer Friedhof Feld II Nr.267-169a Karte          | Siehe Grabkreuz Friedhof Glehn                 | 19. Jh.                                      | 04.02.1986       | 086             |
| Fachwerkwohnhaus                  | Fachwerkwohnhaus                       | Liedberg Schlossstraße 35 Karte                               | Siehe Schlossstraße 35 (Korschenbroich)        | 1861                                         | 20.03.1986       | 087             |
| Fachwerkwohnhaus                  | Fachwerkwohnhaus                       | Liedberg Am Markt 4 Karte                                     | Siehe Am Markt 4 (Korschenbroich)              | 18. Jh.                                      | 30.04.1986       | 088             |
| Fachwerkhaus                      | Fachwerkhaus                           | Korschenbroich Adolf-Kolping-Straße 4 Karte                   | Siehe Adolf-Kolping-Straße 4 (Korschenbroich)  | 18. Jh.                                      | 03.06.1986       | 089             |
| weitere Bilder                    | Haus Fürth                             | Liedberg Fürther Weg Karte                                    | Siehe Haus Fürth                               | 16. Jh.                                      | 23.01.1987       | 090             |
| weitere Bilder                    | Bahnhofsgebäude                        | Korschenbroich Am Bahnhof 2 Karte                             | Siehe Bahnhof Korschenbroich                   | 80er Jahre 19. Jh.                           | 18.12.1986       | 091             |
| Wegekreuz                         | Wegekreuz                              | Korschenbroich Rheydter Straße 205 Karte                      | Siehe Wegekreuz Rheydter Straße 205            | 1900                                         | 13.01.1987       | 092             |
| Fachwerk-Giebelhaus               | Fachwerk-Giebelhaus                    | Korschenbroich Steinstraße 21 Karte                           | Siehe Steinstraße 21 (Korschenbroich)          | 18. Jh.                                      | 04.02.1987       | 093             |
| Rochuskapelle                     | Rochuskapelle                          | Lüttenglehn Birkhofstraße Karte                               | Siehe Rochuskapelle (Lüttenglehn)              | 1777/20. Jh.                                 | 04.02.1987       | 094             |
| Fachwerkwohnhaus                  | Fachwerkwohnhaus                       | Liedberg Am Markt 7 Karte                                     | Siehe Am Markt 7 (Korschenbroich)              | 1788                                         | 24.04.1987       | 095             |
|                                   | gelöscht                               |                                                               |                                                |                                              |                  | 096             |
| Mühlenturm/Turmruine              | Mühlenturm/Turmruine                   | Liedberg Haagweg 2 Karte                                      | Siehe Mühlenturm (Liedberg)                    | 12. Jh.                                      | 21.05.1987       | 097             |
|                                   | gelöscht                               |                                                               |                                                |                                              |                  | 098             |
|                                   | gelöscht                               |                                                               |                                                |                                              |                  | 099             |
| Grabkreuz an der Kirche           | Grabkreuz an der Kirche                | Korschenbroich Kirchplatz 1 Karte                             | Siehe Grabkreuz Kirchplatz 1 (Goebges)         | 1767                                         | 26.05.1987       | 100             |
| Grabkreuz an der Kirche           | Grabkreuz an der Kirche                | Korschenbroich Kirchplatz 1 Karte                             | Siehe Grabkreuz Kirchplatz 1 (Stieyen)         | 1702                                         | 26.05.1987       | 101             |
| Grabkreuz an der Kirche           | Grabkreuz an der Kirche                | Korschenbroich Kirchplatz 1 Karte                             | Siehe Grabkreuz Kirchplatz 1 (Küppers)         | 1708                                         | 26.05.1987       | 102             |
| Grabkreuz an der Kirche           | Grabkreuz an der Kirche                | Korschenbroich Kirchplatz 1 Karte                             | Siehe Grabkreuz Kirchplatz 1 (Handwerk)        | 1712                                         | 26.05.1987       | 103             |
| Grabkreuz an der Kirche           | Grabkreuz an der Kirche                | Korschenbroich Kirchplatz 1 Karte                             | Siehe Grabkreuz Kirchplatz 1 (Schmitter)       |                                              | 26.05.1987       | 104             |
| Grabkreuz an der Kirche           | Grabkreuz an der Kirche                | Korschenbroich Kirchplatz 1 Karte                             | Siehe Grabkreuz Kirchplatz 1 (1672)            | 1672                                         | 01.06.1987       | 105             |
| Grabkreuz am Brunnen              | Grabkreuz am Brunnen                   | Korschenbroich Kirchplatz 4 Karte                             | Grabkreuz am Brunnen 106                       | 1769                                         | 01.06.1987       | 106             |
| Grabkreuz am Brunnen              | Grabkreuz am Brunnen                   | Korschenbroich Kirchplatz 4 Karte                             | Grabkreuz am Brunnen 107                       | 1749                                         | 01.06.1987       | 107             |
| Grabkreuz am Brunnen              | Grabkreuz am Brunnen                   | Korschenbroich Kirchplatz 4 Karte                             | Grabkreuz am Brunnen 108                       |                                              | 02.06.1987       | 108             |
| Grabkreuz am Brunnen              | Grabkreuz am Brunnen                   | Korschenbroich Kirchplatz 4 Karte                             | Grabkreuz am Brunnen 109                       |                                              | 02.06.1987       | 109             |
| Grabkreuz am Brunnen              | Grabkreuz am Brunnen                   | Korschenbroich Kirchplatz 4 Karte                             | Grabkreuz am Brunnen 110                       |                                              | 02.06.1987       | 110             |
| Grabkreuz am Brunnen              | Grabkreuz am Brunnen                   | Korschenbroich Kirchplatz 4 Karte                             | Grabkreuz am Brunnen 111                       |                                              | 02.06.1987       | 111             |
| Grabkreuz am Brunnen              | Grabkreuz am Brunnen                   | Korschenbroich Kirchplatz 4 Karte                             | Grabkreuz am Brunnen 112                       | 1700                                         | 02.06.1987       | 112             |
| Fachwerkwohnhaus                  | Fachwerkwohnhaus                       | Korschenbroich Regentenstraße 2 Karte                         | Regentenstraße 2 (Korschenbroich)              |                                              | 03.06.1987       | 113             |
| Fachwerkwohnhaus                  | Fachwerkwohnhaus                       | Liedberg Am Markt 1 Karte                                     | Am Markt 1 (Korschenbroich)                    | 18. Jh.                                      | 03.06.1987       | 114             |
| Fachwerkwohnhaus                  | Fachwerkwohnhaus                       | Liedberg Mühlengasse 2 Karte                                  | Mühlengasse 2 (Korschenbroich)                 | 18. Jh.                                      | 04.06.1987       | 115             |
| Fachwerkwohnhaus                  | Fachwerkwohnhaus                       | Liedberg Am Markt 6 Karte                                     | Am Markt 6 (Korschenbroich)                    | 18. Jh.                                      | 04.06.1987       | 116             |
| Fachwerkwohnhaus                  | Fachwerkwohnhaus                       | Liedberg Am Markt 8 Karte                                     | Am Markt 8 (Korschenbroich)                    | 18. Jh.                                      | 04.06.1987       | 117             |
| Wohnhaus                          | Wohnhaus                               | Liedberg Am Markt 9 Karte                                     | Am Markt 9 (Korschenbroich)                    | 18. Jh.                                      | 04.06.1987       | 118             |
| Ehemalige Fachwerkhofanlage       | Ehemalige Fachwerkhofanlage            | Liedberg Am Markt 10 Karte                                    | Sandbauernhof                                  | 18. Jh.                                      | 04.06.1987       | 119             |
| Fachwerkwohnhaus                  | Fachwerkwohnhaus                       | Liedberg An der Tränke 1 Karte                                | An der Tränke 1 (Korschenbroich)               | 18.–19. Jh.                                  | 09.06.1987       | 120             |
| Backsteinbau                      | Backsteinbau                           | Liedberg An der Tränke 1a Karte                               | An der Tränke 1a (Korschenbroich)              | 1782                                         | 09.06.1987       | 121             |
| Ehemaliger Fachwerkhof            | Ehemaliger Fachwerkhof                 | Liedberg An der Tränke 3 Karte                                | An der Tränke 3 (Korschenbroich)               | 18. Jh.                                      | 09.06.1987       | 122             |
| Fachwerkwohnhaus                  | Fachwerkwohnhaus                       | Liedberg An der Tränke 5 Karte                                | An der Tränke 5 (Korschenbroich)               | 18. Jh.                                      | 09.06.1987       | 123             |
| Backsteinhofanlage                | Backsteinhofanlage                     | Liedberg Schlossstraße 21 Karte                               | Schlossstraße 21 (Korschenbroich)              | 1787                                         | 09.06.1987       | 124             |
| Fachwerkwohnhaus                  | Fachwerkwohnhaus                       | Liedberg Schlossstraße 31 Karte                               | Schlossstraße 31 (Korschenbroich)              | 18. Jh.                                      | 09.06.1987       | 125             |
|                                   | gelöscht                               |                                                               |                                                |                                              |                  | 126             |
| Fachwerkwohnhaus                  | Fachwerkwohnhaus                       | Liedberg Mühlengasse 1 Karte                                  | Mühlengasse 1 (Korschenbroich)                 | 18. Jh.                                      | 09.06.1987       | 127             |
| Fachwerkwohnhaus                  | Fachwerkwohnhaus                       | Liedberg Mühlengasse 4 Karte                                  | Mühlengasse 4 (Korschenbroich)                 | 18. Jh.                                      | 09.06.1987       | 128             |
| Backsteinwohnhaus                 | Backsteinwohnhaus                      | Liedberg Schlossstraße 14 Karte                               | Schlossstraße 14 (Korschenbroich)              | E. 18. Jh.                                   | 09.06.1987       | 129             |
| Fachwerkwohnhaus                  | Fachwerkwohnhaus                       | Liedberg Schlossstraße 18 Karte                               | Schlossstraße 18 (Korschenbroich)              | 18. Jh.                                      | 09.06.1987       | 130             |
| Backsteinhofanlage                | Backsteinhofanlage                     | Liedberg Schlossstraße 23 Karte                               | Schlossstraße 23 (Korschenbroich)              | 19. Jh.                                      | 09.06.1987       | 131             |
| Fachwerkwohnhaus                  | Fachwerkwohnhaus                       | Liedberg Schlossstraße 24 Karte                               | Schlossstraße 24 (Korschenbroich)              | 1741                                         | 09.06.1987       | 132             |
| Fachwerkwohnhaus                  | Fachwerkwohnhaus                       | Liedberg Schlossstraße 22 Karte                               | Schlossstraße 22 (Korschenbroich)              | 1741                                         | 09.06.1987       | 133             |
| Fachwerkwohnhaus                  | Fachwerkwohnhaus                       | Liedberg Schlossstraße 25 Karte                               | Schlossstraße 25 (Korschenbroich)              | 18. Jh.                                      | 09.06.1987       | 134             |
| Fachwerkwohnhaus                  | Fachwerkwohnhaus                       | Liedberg Schlossstraße 28 Karte                               | Schlossstraße 28 (Korschenbroich)              | 1750                                         | 09.06.1987       | 135             |
| Fachwerkwohnhaus                  | Fachwerkwohnhaus                       | Liedberg Schlossstraße 29 Karte                               | Schlossstraße 29 (Korschenbroich)              | 18. Jh.                                      | 10.06.1987       | 136             |
| Backsteinwohnhaus                 | Backsteinwohnhaus                      | Liedberg Schlossstraße 37 Karte                               | Schlossstraße 37 (Korschenbroich)              | 19.6.54                                      | 10.06.1987       | 137             |
| Backsteinbau                      | Backsteinbau                           | Liedberg Am Markt 1a Karte                                    | Am Markt 1a (Korschenbroich)                   | 1782                                         | 10.06.1987       | 138             |
| Fachwerkhaus                      | Fachwerkhaus                           | Liedberg Am Markt 5 Karte                                     | Am Markt 5 (Korschenbroich)                    | 1788                                         | 10.06.1987       | 139             |
| Backsteinbau                      | Backsteinbau                           | Liedberg Am Markt 2 Karte                                     | Am Markt 2 (Korschenbroich)                    | 19. Jh.                                      | 10.06.1987       | 140             |
| Wohnhaus                          | Wohnhaus                               | Liedberg Schlossstraße 33 Karte                               | Schlossstraße 33 (Korschenbroich)              | 18. Jh.                                      | 10.09.1987       | 141             |
| Wegestock                         | Wegestock                              | Pesch Weißer Weg Karte                                        | Wegestock Weißer Weg                           |                                              | 19.06.1987       | 142             |
| Wegestock                         | Wegestock                              | Pesch Pescher Feld Karte                                      | Wegestock Pescher Feld 1                       |                                              | 19.06.1987       | 143             |
| Wegestock                         | Wegestock                              | Pesch Pescher Feld Karte                                      | Wegestock Pescher Feld 2                       |                                              | 22.06.1987       | 144             |
| Wegestock                         | Wegestock                              | Pesch Pescher Feld Karte                                      | Wegestock Pescher Feld 3                       |                                              | 22.06.1987       | 145             |
| Wegestock                         | Wegestock                              | Pesch Pescher Feld Karte                                      | Wegestock Pescher Feld 4                       |                                              | 23.06.1987       | 146             |
| Fachwerkwohnhaus                  | Fachwerkwohnhaus                       | Liedberg Haagweg 1 Karte                                      | Haagweg 1 (Korschenbroich)                     | 19. Jh.                                      | 20.04.1988       | 147             |
| Bolten Brauerei                   | Bolten Brauerei                        | Korschenbroich Rheydter Straße 138 Karte                      | Bolten-Brauerei                                | 1776                                         | 30.10.1988       | 148             |
| weitere Bilder                    | Bahnhofsempfangsgebäude                | Kleinenbroich Ladestraße Karte                                | Bahnhof Kleinenbroich                          | 1851/52                                      | 21.11.1988       | 149             |
| Hochkreuz                         | Hochkreuz                              | Kleinenbroich Raitz-von-Frentz-Straße Karte                   | Hochkreuz Kleinenbroich                        | 1705                                         | 28.11.1988       | 150             |
| Fachwerk-Doppelhaushälfte         | Fachwerk-Doppelhaushälfte              | Korschenbroich Steinstraße 23 Karte                           | Steinstraße 23 (Korschenbroich)                | 18. Jh.                                      | 13.03.1989       | 151             |
| Fachwerk-Doppelhaushälfte         | Fachwerk-Doppelhaushälfte              | Korschenbroich Steinstraße 25 Karte                           | Steinstraße 25 (Korschenbroich)                | 18. Jh.                                      | 13.03.1989       | 152             |
| Fachwerkhofanlage                 | Fachwerkhofanlage                      | Pesch Am Dyckershof 3 Karte                                   | Am Dyckershof 3 (Korschenbroich)               | 18. Jh.                                      | 03.05.1989       | 153             |
| Stepprather Hof                   | Stepprather Hof                        | Kleinenbroich Am Stepprather Hof 42 Karte                     | Stepprather Hof (Korschenbroich)               | um 1500                                      | 11.10.1989       | 154             |
|                                   | gelöscht                               |                                                               |                                                |                                              |                  | 155             |
| Ehemaliges Schulgebäude           | Ehemaliges Schulgebäude                | Steinforth An der Bleiche 1 Karte                             | An der Bleiche 1 (Korschenbroich)              | 19. Jh.                                      | 28.02.1990       | 156             |
| Fachwerkhof                       | Fachwerkhof                            | Liedberg Wasserweg 3 Karte                                    | Wasserweg 3 (Korschenbroich)                   | E. 18. Jh.                                   | 04.04.1990       | 157             |
|                                   | gelöscht                               |                                                               |                                                |                                              |                  | 158             |
| Fachwerk-Hofanlage                | Fachwerk-Hofanlage                     | Korschenbroich Am Waldfriedhof 20 Karte                       | Am Waldfriedhof 20 (Korschenbroich)            | 17. Jh.                                      | 05.04.1990       | 159             |
| Wegestock                         | Wegestock                              | Korschenbroich Heerstraße Karte                               | Wegestock Heerstraße 1 (Korschenbroich)        | 1854                                         | 05.04.1990       | 160             |
| Wegestock                         | Wegestock                              | Korschenbroich Neusser Straße Karte                           | Wegestock Neusser Straße (Korschenbroich)      | 1864                                         | 05.04.1990       | 161             |
| Fachwerkbau                       | Fachwerkbau                            | Korschenbroich Mühlenstraße 8 Karte                           | Mühlenstraße 8 (Korschenbroich)                | A. 19. Jh.                                   | 05.04.1990       | 162             |
| Fachwerkbau                       | Fachwerkbau                            | Korschenbroich Mühlenstraße 10 Karte                          | Mühlenstraße 10 (Korschenbroich)               | A. 19. Jh.                                   | 05.04.1990       | 163             |
|                                   | gelöscht                               |                                                               |                                                |                                              |                  | 164             |
| Fachwerkwohnhaus                  | Fachwerkwohnhaus                       | Korschenbroich Mühlenstraße 19 Karte                          | Mühlenstraße 19 (Korschenbroich)               | A. 19. Jh.                                   | 05.04.1990       | 165             |
| Fachwerkwohnhaus                  | Fachwerkwohnhaus                       | Kleinenbroich Nordstraße 19 Karte                             | Nordstraße 19 (Korschenbroich)                 | 18. Jh.                                      | 05.04.1985       | 166             |
|                                   | gelöscht                               |                                                               |                                                |                                              |                  | 167             |
| Wegestock                         | Wegestock                              | Korschenbroich Heerstraße Karte                               | Wegestock Heerstraße 2 (Korschenbroich)        | 1853                                         | 25.04.1990       | 168             |
| Wohnhaus                          | Wohnhaus                               | Lüttenglehn Birkhofstraße 27 Karte                            | Birkhofstraße 27 (Korschenbroich)              | 1841                                         | 22.10.1990       | 169             |
| Backsteinhofanlage                | Backsteinhofanlage                     | Lüttenglehn Birkhofstraße 18 Karte                            | Birkhofstraße 18 (Korschenbroich)              | 1826                                         | 29.01.1991       | 170             |
| Hofanlage                         | Hofanlage                              | Glehn Alt-Schanzerhof 2 Karte                                 | Alt-Schanzerhof 2 (Korschenbroich)             | E. 19. Jh.                                   | 14.02.1991       | 171             |
|                                   | gelöscht                               |                                                               |                                                |                                              |                  | 172             |
|                                   |                                        |                                                               |                                                |                                              |                  | 173             |
| Wohnhaus                          | Wohnhaus                               | Korschenbroich Sebastianusstraße 27 Karte                     | Sebastianusstraße 27 (Korschenbroich)          | 1885                                         | 14.02.1991       | 174             |
| Fachwerk-Hofanlage                | Fachwerk-Hofanlage                     | Korschenbroich Steinstraße 26 Karte                           | Steinstraße 26 (Korschenbroich)                | 1738                                         | 14.02.1991       | 175             |
| Backsteinhofanlage                | Backsteinhofanlage                     | Kleinenbroich Haus-Randerath-Straße 8 Karte                   | Haus-Randerath-Straße 8 (Korschenbroich)       | E. 19. Jh.                                   | 14.02.1991       | 176             |
| Backsteinhofanlage                | Backsteinhofanlage                     | Glehn Blausteinstraße 18 Karte                                | Blausteinstraße 18 (Korschenbroich)            | 18. Jh.                                      | 14.02.1991       | 177             |
| Backsteinhofanlage                | Backsteinhofanlage                     | Glehn Hauptstraße 78 Karte                                    | Hauptstraße 78 (Korschenbroich)                | 2. H. 19. Jh.                                | 14.02.1991       | 178             |
|                                   | gelöscht                               |                                                               |                                                |                                              |                  | 179             |
|                                   | gelöscht                               |                                                               |                                                |                                              |                  | 180             |
|                                   | gelöscht                               |                                                               |                                                |                                              |                  | 181             |
|                                   | gelöscht                               |                                                               |                                                |                                              |                  | 182             |
|                                   | gelöscht                               |                                                               |                                                |                                              |                  | 183             |
| Backsteinhofanlage                | Backsteinhofanlage                     | Liedberg Landstraße 19 Karte                                  | Landstraße 19 (Korschenbroich)                 | E. 19. Jh.                                   | 18.02.1991       | 184             |
| Wohnhaus und Fabrikationsgebäude  | Wohnhaus und Fabrikationsgebäude       | Liedberg An der Mühle 16 Karte                                | An der Mühle 16 (Korschenbroich)               | 1848                                         | 18.02.1991       | 185             |
| Wegestock                         | Wegestock                              | Lüttenglehn Karte                                             | Wegestock Lüttenglehn                          | 1704                                         | 18.02.1991       | 186             |
|                                   | gelöscht                               |                                                               |                                                |                                              |                  | 187             |
| Fachwerkwohnhaus                  | Fachwerkwohnhaus                       | Korschenbroich Steinstraße 20 Karte                           | Steinstraße 20 (Korschenbroich)                | 18. Jh.                                      | 22.02.1991       | 188             |
| Maternuskapelle                   | Maternuskapelle                        | Kleinenbroich Antoniusstraße Karte                            | Maternuskapelle (Kleinenbroich)                | 1851                                         | 27.05.1991       | 189             |
| Grabkreuz                         | Grabkreuz                              | Liedberg Alter Friedhof Feld II Nr. 65-67 Karte               | Grabkreuz Liedberg                             | 1850                                         | 09.10.1991       | 190             |
| Ehemaliges Schulgebäude           | Ehemaliges Schulgebäude                | Lüttenglehn Unterstraße 5 Karte                               | Unterstraße 5 (Korschenbroich)                 | 1859                                         | 18.12.1991       | 191             |
| Haus Schlickum                    | Haus Schlickum                         | Glehn Schlickumsweg 7 Karte                                   | Haus Schlickum (Glehn)                         | frühes 18. Jh.                               | 15.04.1986       | 192             |
| Gebäudefassade "Zur alten Post"   | Gebäudefassade "Zur alten Post"        | Korschenbroich Hindenburgstraße 13 Karte                      | Hindenburgstraße 13 (Korschenbroich)           | frühes 20. Jh.                               | 10.03.1997       | 193             |
| weitere Bilder                    | Katholische Pfarrkirche Herz Jesu      | Herzbroich Schaffenbergstraße 9 Karte                         | Katholische Pfarrkirche Herz Jesu              | 1913                                         | 09.09.1997       | 194             |
| Wohnhaus                          | Wohnhaus                               | Korschenbroich Meutersweg 4 Karte                             | Meutersweg 4 (Korschenbroich)                  | 1860                                         | 19.09.2007       | 195             |
| Hofanlage                         | Hofanlage                              | Raderbroich Raderbroich 59d Karte                             | Raderbroich 59d (Korschenbroich)               | 1860                                         | 19.09.2007       | 196             |
| weitere Bilder                    | Alter Friedhof                         | Korschenbroich Pescher Straße Karte                           | Alter Friedhof (Korschenbroich)                | 1859, 1863, 1887                             | 27.05.2009       | 197             |
|                                   | nicht vergeben                         |                                                               |                                                |                                              |                  | 198             |
| Wohnhaus                          | Wohnhaus                               | Korschenbroich Regentenstraße 20 Karte                        | Regentenstraße 20 (Korschenbroich)             | 1903                                         | 14.02.2013       | 199             |
| Wohnhaus                          | Wohnhaus                               | Neersbroich Rheydter Straße 15 Karte                          | Rheydter Straße 15 (Korschenbroich)            | 1900–1913                                    | 15.07.2013       | 200             |
| BW                                | Wohnhaus                               | Kleinenbroich Nordstraße 28 Karte                             |                                                |                                              | 24.07.2018       | 201             |
| BW                                | Altes Pfarrhaus                        | Kleinenbroich Hochstraße 26 Karte                             |                                                |                                              | 12.09.2018       | 202             |
| BW                                | Fachwerkhofanlage                      | Schlich Schlich 18 Karte                                      |                                                |                                              | 18.07.2019       | 203             |
| BW                                | Wohnhaus                               | Korschenbroich Rheydter Straße 32 Karte                       |                                                |                                              | 02.12.2020       | 204             |
| BW                                | Wohnhaus                               | Korschenbroich Rheydter Straße 8 Karte                        |                                                |                                              | 02.12.2020       | 205             |
| BW                                | Wohnhaus                               | Steinhausen An der Mühle 5 Karte                              |                                                |                                              | 02.12.2020       | 206             |